# Lárus Guðmundsson
Lárus Þór Guðmundsson (* 12. Dezember 1961 in Reykjavík) ist ein ehemaliger isländischer Fußballspieler, der als Stürmer gespielt hat.
Bis 1981 spielte er für Víkingur Reykjavík. Von 1982 bis 1984 spielte er in Belgien für THOR Waterschei. In der Saison 1984/85 wechselte er in die 1. Bundesliga zu Bayer 05 Uerdingen. Er absolvierte hier in drei Spielzeiten 62 Spiele, schoss 17 Tore und gewann 1985 den DFB-Pokal. Dann spielte er in der Saison 1987/88 für den 1. FC Kaiserslautern, bei dem er zu sieben Einsätzen kam.
Von 1980 bis 1987 kam er zu 17 Einsätzen in der isländischen Fußballnationalmannschaft, für die er drei Tore erzielen konnte.